# Noémie Lenoir
Noémie Lenoir (Les Ulis, 19 settembre 1979) è una modella e attrice francese.

## Biografia
Sua madre è originaria di La Réunion ed ha parzialmente discendenza malgascia. Ha vissuto con il calciatore Claude Makélélé del Paris Saint-Germain, da cui ha avuto un figlio (nato il 5 febbraio 2005). Si sono separati nel 2009.

## Carriera
Lenoir fu ingaggiata dalla Ford Models a 16 anni. Nel 2001 Lenoir fu protagonista di una campagna pubblicitaria L'Oréal, e da allora ha continuato per la casa francese insieme a Laetitia Casta e ad Andie MacDowell. Ha lavorato anche per Victoria's Secret, Gap, NEXT, e molti altri. Lenoir nel 2008 è l'immagine della Marks & Spencer, lavoro che condivide con Twiggy e Laura Bailey.
Conta anche apparizioni come attrice: contro Pierce Brosnan e Salma Hayek nel film After the Sunset, così come Rush Hour 3, per cui si è rasata la testa a zero.
Ha anche condotto uno show su Trace TV per due anni.

## Vita privata
Nel maggio 2010, Noémie Lenoir avrebbe tentato il suicidio con un mix di alcolici e droghe ingerite a casa del suo ex fidanzato, il calciatore francese Claude Makelele, con il quale ha un figlio. La modella ha prima chiamato l'ambulanza dicendo di sentirsi male, poi ha richiamato per disdire la richiesta di soccorso e alla fine è stata ritrovata agonizzante, distesa in un bosco alla periferia di Parigi. Lenoir potrebbe aver tentato il suicidio per problemi legati al suo nuovo fidanzato.

## Filmografia

### Attrice
- Asterix e Obelix - Missione Cleopatra (Astérix & Obélix: Mission Cléopâtre), regia di Alain Chabat (2002)
- Gomez & Tavarès (2003) – Gina
- After the Sunset, regia di Brett Ratner (2004)
- Jeff et Léo, flics et jumeaux – Anna (1 episodio, 2004)
- Una top model nel mio letto (La Doublure), regia di Francis Veber (2006)
- Gomez contre Tavarès (2007)
- Rush Hour 3 - Missione Parigi (Rush Hour 3), regia di Brett Ratner (2007)
- The Transporter Legacy (The Transporter Refueled), regia di Camille Delamarre (2015)

### Videoclip
- Hey Daddy - Usher (2009)

### Apparizioni come se stessa
- On n'est pas couché – (1 episodio, 11 giugno 2007)
- French Beauty – (2005)
- Le Grand journal de Canal+ – (1 episodio, 2005)
- 20h10 pétantes – (1 episodio, 2004)
- Tout le monde en parle – (3 episodi, 2000-2003)

## Agenzie
- Elite Model Management - New York, Los Angeles
- AMT Models
- Beatrice Models
- Group Model Management - Barcelona
- Models 1 Agency
- Modelwerk
- Ford Models - New York, Parigi
- East West Models
- Vision Model Management